# Indian Wells Open 2001 - Qualificazioni singolare maschile
Le qualificazioni del singolare maschile dell'Indian Wells Open 2001 sono state un torneo di tennis preliminare per accedere alla fase finale della manifestazione. I vincitori dell'ultimo turno sono entrati di diritto nel tabellone principale. In caso di ritiro di uno o più giocatori aventi diritto a questi sono subentrati i lucky loser, ossia i giocatori che hanno perso nell'ultimo turno ma che avevano una classifica più alta rispetto agli altri partecipanti che avevano comunque perso nel turno finale.
Le qualificazioni del torneo Indian Wells Open 2001 prevedevano 32 partecipanti di cui 8 sono entrati nel tabellone principale.

## Teste di serie
1. Davide Sanguinetti (Qualificato)
2. Julien Boutter (primo turno)
3. Jiří Novák (primo turno)
4. Arnaud Di Pasquale (Qualificato)
5. Michal Tabara (primo turno)
6. Agustín Calleri (primo turno)
7. Nicolás Massú (Qualificato)
8. Juan Ignacio Chela (Qualificato)

1. Michel Kratochvil (ultimo turno)
2. Jeff Tarango (primo turno)
3. Paradorn Srichaphan (primo turno)
4. Jiří Vaněk (ultimo turno)
5. Ivan Ljubičić (ultimo turno)
6. Lars Burgsmüller (primo turno)
7. Antony Dupuis (primo turno)
8. Sargis Sargsian (primo turno)

## Qualificati
1. Davide Sanguinetti
2. Cecil Mamiit
3. Paradorn Srichaphan
4. Arnaud Di Pasquale

1. Jeff Tarango
2. Andrea Gaudenzi
3. Nicolás Massú
4. Juan Ignacio Chela

## Tabellone

### Legenda
| - Q = Qualificato - WC = Wild card - LL = Lucky loser | - ALT = Alternate - SE = Special Exempt - PR = Protected Ranking | - w/o = Walkover - r = Ritirato - d = Squalificato |

### Sezione 1
|  | Primo turno | Primo turno        | Primo turno        | Primo turno | Primo turno |  |  | Ultimo turno | Ultimo turno       | Ultimo turno | Ultimo turno | Ultimo turno |  |
|  |             |                    |                    |             |             |  |  |              |                    |              |              |              |  |
|  | 1           | Davide Sanguinetti | Davide Sanguinetti | 6           | 7           |  |  |              |                    |              |              |              |  |
|  |             | Raemon Sluiter     | Raemon Sluiter     | 2           | 5           |  |  | 1            | Davide Sanguinetti | 6            | 65           | 7            |  |
|  |             | Richard Fromberg   | Richard Fromberg   | 6           | 6           |  |  |              | Richard Fromberg   | 3            | 7            | 5            |  |
|  | 15          | Antony Dupuis      | Antony Dupuis      | 2           | 2           |  |  |              |                    |              |              |              |  |

### Sezione 2
|  | Primo turno | Primo turno    | Primo turno   | Primo turno | Primo turno |  |  | Ultimo turno | Ultimo turno  | Ultimo turno | Ultimo turno | Ultimo turno |  |
|  |             |                |               |             |             |  |  |              |               |              |              |              |  |
|  |             | Cecil Mamiit   | 2             | 6           | 6           |  |  |              |               |              |              |              |  |
|  | 2           | Julien Boutter | 6             | 4           | 2           |  |  |              | Cecil Mamiit  | 3            | 7            | 6            |  |
|  | 13          | Ivan Ljubičić  | Ivan Ljubičić | 6           | 6           |  |  | 13           | Ivan Ljubičić | 6            | 5            | 0            |  |
|  |             | George Bastl   | George Bastl  | 3           | 2           |  |  |              |               |              |              |              |  |

### Sezione 3
|  | Primo turno | Primo turno         | Primo turno         | Primo turno | Primo turno |  |  | Ultimo turno        | Ultimo turno        | Ultimo turno | Ultimo turno | Ultimo turno |  |
|  |             |                     |                     |             |             |  |  |                     |                     |              |              |              |  |
|  |             | Justin Gimelstob    | Justin Gimelstob    | 6           | 6           |  |  |                     |                     |              |              |              |  |
|  | 3           | Jiří Novák          | Jiří Novák          | 3           | 2           |  |  | Justin Gimelstob    | Justin Gimelstob    | 6            | 5            | 4            |  |
|  |             | Paradorn Srichaphan | Paradorn Srichaphan | 6           | 6           |  |  | Paradorn Srichaphan | Paradorn Srichaphan | 2            | 7            | 6            |  |
|  | 11          | David Sánchez       | David Sánchez       | 2           | 2           |  |  |                     |                     |              |              |              |  |

### Sezione 4
|  | Primo turno | Primo turno        | Primo turno | Primo turno | Primo turno |  |  | Ultimo turno | Ultimo turno       | Ultimo turno       | Ultimo turno | Ultimo turno |  |
|  |             |                    |             |             |             |  |  |              |                    |                    |              |              |  |
|  | 4           | Arnaud Di Pasquale | 4           | 7           | 6           |  |  |              |                    |                    |              |              |  |
|  |             | Paul-Henri Mathieu | 6           | 68          | 3           |  |  | 4            | Arnaud Di Pasquale | Arnaud Di Pasquale | 6            | 7            |  |
|  |             | Sargis Sargsian    | 2           | 7           | 6           |  |  |              | Sargis Sargsian    | Sargis Sargsian    | 3            | 64           |  |
|  | 16          | Andrej Stoljarov   | 6           | 5           | 3           |  |  |              |                    |                    |              |              |  |

### Sezione 5
|  | Primo turno | Primo turno    | Primo turno    | Primo turno | Primo turno |  |  | Ultimo turno | Ultimo turno | Ultimo turno | Ultimo turno | Ultimo turno |  |
|  |             |                |                |             |             |  |  |              |              |              |              |              |  |
|  |             | Kevin Kim      | Kevin Kim      | 6           | 7           |  |  |              |              |              |              |              |  |
|  | 5           | Michal Tabara  | Michal Tabara  | 2           | 5           |  |  | Kevin Kim    | Kevin Kim    | Kevin Kim    | 1            | 4            |  |
|  |             | Jeff Tarango   | Jeff Tarango   | 6           | 6           |  |  | Jeff Tarango | Jeff Tarango | Jeff Tarango | 6            | 6            |  |
|  | 10          | Hyung-Taik Lee | Hyung-Taik Lee | 2           | 4           |  |  |              |              |              |              |              |  |

### Sezione 6
|  | Primo turno | Primo turno       | Primo turno       | Primo turno | Primo turno |  |  | Ultimo turno | Ultimo turno      | Ultimo turno | Ultimo turno | Ultimo turno |  |
|  |             |                   |                   |             |             |  |  |              |                   |              |              |              |  |
|  |             | Andrea Gaudenzi   | 1                 | 7           | 6           |  |  |              |                   |              |              |              |  |
|  | 6           | Agustín Calleri   | 6                 | 5           | 4           |  |  |              | Andrea Gaudenzi   | 6            | 3            | 4            |  |
|  | 9           | Michel Kratochvil | Michel Kratochvil | 6           | 6           |  |  | 9            | Michel Kratochvil | 4            | 6            | 0r           |  |
|  |             | Marcos Ondruska   | Marcos Ondruska   | 2           | 0           |  |  |              |                   |              |              |              |  |

### Sezione 7
|  | Primo turno | Primo turno    | Primo turno    | Primo turno | Primo turno |  |  | Ultimo turno | Ultimo turno  | Ultimo turno  | Ultimo turno | Ultimo turno |  |
|  |             |                |                |             |             |  |  |              |               |               |              |              |  |
|  | 7           | Nicolás Massú  | Nicolás Massú  | 6           | 6           |  |  |              |               |               |              |              |  |
|  |             | Cyril Saulnier | Cyril Saulnier | 4           | 4           |  |  | 7            | Nicolás Massú | Nicolás Massú | 6            | 6            |  |
|  | 12          | Jiří Vaněk     | 7              | 5           | 6           |  |  | 12           | Jiří Vaněk    | Jiří Vaněk    | 0            | 3            |  |
|  |             | James Blake    | 6              | 7           | 3           |  |  |              |               |               |              |              |  |

### Sezione 8
|  | Primo turno | Primo turno        | Primo turno        | Primo turno | Primo turno |  |  | Ultimo turno | Ultimo turno       | Ultimo turno       | Ultimo turno | Ultimo turno |  |
|  |             |                    |                    |             |             |  |  |              |                    |                    |              |              |  |
|  | 8           | Juan Ignacio Chela | Juan Ignacio Chela | 6           | 6           |  |  |              |                    |                    |              |              |  |
|  |             | Sébastien Lareau   | Sébastien Lareau   | 3           | 3           |  |  | 8            | Juan Ignacio Chela | Juan Ignacio Chela | 7            | 6            |  |
|  |             | Lars Burgsmüller   | Lars Burgsmüller   | 6           | 6           |  |  |              | Lars Burgsmüller   | Lars Burgsmüller   | 65           | 4            |  |
|  | 14          | Paul Goldstein     | Paul Goldstein     | 4           | 4           |  |  |              |                    |                    |              |              |  |